# Marcos Behmaras
Marcos Behmaras (Jovellanos, Matanzas, 1926-1966) fue un humorista cubano.

## Biografía
Estudió contabilidad, pero muy joven se dedicó a escribir programas radiales y más tarde de televisión. Fue director de Radio Progreso, de Radio Habana Cuba, del semanario humorístico El Sable y vicepresidente del ICR, cargo que ocupaba al morir en un accidente en las montañas de Baracoa en 1966. 
Fue el primer guionista de Detrás de la Fachada, programa que muy pronto alcanzó gran popularidad, y de tiras cómicas, autor de artículos y reportajes humorísticos. Detrás de la fachada fue un programa humorístico que estuvo en el aire de 1957 a 1987. Fue creado y escrito por Marcos Behmaras y dirigido por José Antonio Caíñas Sierra, luego lo escribieron Arturo Liendo, Carballido Rey, Marcos Miranda (1965 - 1980) y Orlando de Pablo. Lo dirigieron además Roberto Garriga, Guillermo Martínez, Sirio Soto, Antonio.
- Datos: Q9028691